# Isaac D'Israeli
Isaac D'Israeli (11 de mayo de 1766 - 19 de enero de 1848) fue un escritor y erudito inglés, padre del primer ministro del Reino Unido (1868 y 1874-1880) Benjamin Disraeli. Tuvo a John Murray como editor.

## Biografía
Nació en Enfield, Middlesex, Inglaterra, en mayo de 1766; su padre era un comerciante judío que había emigrado desde Venecia hacía algunos años. Recibió la mayor parte de su educación en Leiden, y a los 16 años comenzó su carrera literaria con algunos versos dedicados a Samuel Johnson.
Escribió la obra Mejnoun y Leila, una historia oriental, pero su fama se aseguró con su mejor y más conocida obra, Curiosidades de la literatura, una colección de anécdotas acerca de personas y eventos históricos, libros desconocidos y hábitos de los coleccionistas de libros. La obra fue muy popular y vendida masivamente en el siglo XIX, a través de muchas ediciones —fue publicada en cuatro volúmenes durante varios años hasta que los unificaron en uno solo—, y todavía se imprime. Un libro suyo, La vida y el reino de Carlos I (1828), resultó premiado por la Universidad de Oxford.

## Obra
- The Life and Reign of Charles I [1828]
- Illustrations of the Literary Character
- Mejnoun and Leila.
- Curiosities of Literature (4 volúmenes [1791-1823]; 1 vol. [1824]) (esbozo del texto)
- A Dissertation on Anecdotes [1793]
- An Essay on the Literary Character [1795]
- Miscellanies; or, Literary Recreations [1796]
- Romances [1799]
- Amenities of Literature [1841]
- Calamities of Authors [1812-3]
- Quarrels of Authors [1814]
- The Genius of Judaism [1833]